# The Kid Laroi
The Kid LAROI, właśc. Charlton Kenneth Jeffrey Howard (ur. 17 sierpnia 2003 w Waterloo) – australijski piosenkarz, raper, autor tekstów i producent muzyczny. Początkowo zyskał popularność dzięki znajomości i przyjaźni z nieżyjącym już raperem Juice’em Wrldem, który towarzyszył mu podczas trasy koncertowej po Australii. Stał się znany poza Australią dzięki swojej piosence „Let Her Go”, a większą popularność zyskał dzięki swojej piosence „Go” z udziałem Juice WRLDa, która zadebiutowała na 52 miejscu listy Billboard Hot 100. Jego debiutancki mixtape F*ck Love (2020)  zajął pierwsze miejsce na australijskich listach przebojów ARIA, co czyni go najmłodszym australijskim artystą solowym, który kiedykolwiek osiągnął pierwsze miejsce. Osiągnął również pozycję trzecią na Billboard 200.

## Życiorys

### Młodość
Urodził się 17 sierpnia 2003 w Waterloo, na przedmieściach Sydney. Jego rodzicami są Nick Howard, producent muzyczny i inżynier dźwięku, który pracował z lokalnymi artystami, oraz Cody Phillips, modelka i dyrektorka muzyczna. Uczęszczał do prywatnej szkoły Australian Performing Arts Grammar School. Większość dzieciństwa spędził, przeprowadzając się po miastach Nowej Południowej Walii. W wieku siedmiu lat zamieszkał w Broken Hill z matką i wujem. Kiedy miał 11 lat, jego wuj został zamordowany, przez co jego matka zdecydowała o powrocie do Waterloo.
Howard zaczął rapować w wieku ok. 13 lat, powołując się na to, że muzyka była sposobem na ucieczkę od rodzinnych zmagań. Od jego najmłodszych lat jego matka grała mu muzykę artystów, takich jak: Fugees, Erykah Badu i Tupac.

### Kariera muzyczna
W 2015 założył duet o nazwie „Dream Team” ze swoim producentem muzycznym DJ Ladykillerem. Mimo że nic nie wydali, duet rozstał się z nieznanych powodów. Howard przyjął pseudonim sceniczny „The Kid Laroi” po odkryciu, że jest członkiem aborygeńskiego ludu Kamilaroi.
16 sierpnia 2018 wydał debiutancką EP-kę pt. 14 with a Dream. W tym samym miesiącu zwrócił na siebie uwagę po tym, jak został finalistą w konkursie Triple J Unearthed high.
W 2019 podpisał kontrakt płytowy z wytwórnią płytową Grade A Productions i Columbia Records. Laroi był przyjacielem rapera Juice’a Wrlda, który wspierał go podczas jego australijskich tras koncertowych w 2018 i 2019. W grudniu zyskał międzynarodową uwagę, kiedy teledysk do jego piosenki „Let Her Go” został umieszczony na kanale Lyrical Lemonade na YouTube.
31 stycznia 2020 wydał piosenkę „Diva” z udziałem amerykańskiego rapera Lil Tecca, teledysk do piosenki został wydany na kanale Lyrical Lemonade w reżyserii Cole’a Bennetta. 22 marca wydał „Addison Rae”, piosenkę nazwaną na cześć gwiazdy mediów społecznościowych o tym samym imieniu. „Addison Rae” stała się później sensacją na TikToku. 27 marca pojawił się w teledysku amerykańskiego rapera Lil Moseya do piosenki „Blueberry Faygo”. 17 kwietnia wydał "Fade Away" z amerykańskim raperem Lil Tjayem. 25 kwietnia pojawił się w piosence "Go Dumb" od producenta muzycznego Y2K. W dniu 12 czerwca wydał "Go" z udziałem zmarłego amerykańskiego rapera Juice’a Wrlda, któremu towarzyszył teledysk wyreżyserowany przez Steve’a Cannona. 26 czerwca Laroi pojawił się na debiutanckim albumie studyjnym Bankrol Haydena o nazwie „Pain Is Temporary”. 18 lipca wydał „Tell Me Why”, utwór będący hołdem dla zmarłego Juice WRLDa Tego samego dnia ujawnił na Twitterze okładkę i datę wydania swojego mixtape’u pt. F*ck Love. Dwa dni później ujawnił listę utworów z mixtape’u na Instagramie, sam materiał wypuścił 24 lipca. Mixtape zawierał gościnne udziały Lil Moseya, Corbina i Juice WRLDa. Tego samego dnia Laroi wydał teledysk do „Not Fair” z udziałem Corbina. 7 sierpnia wydał teledysk do piosenki „Selfish”. 28 sierpnia pojawił się na mixtapie Internet Money o nazwie „B4 The Storm” w utworze „Speak”. 18 września ukazał się teledysk do „Wrong” w reżyserii Logana Paula z udziałem Lil Moseya i z byłą gwiazdą porno Laną Rhoades. 23 października wydał główny singel „So Done” z nowego projektu. 30 października pojawił się w piosence „My City” zespołu Onefour. 2 listopada Laroi ujawnił na Instagramie, że tytuł kolejnego projektu to SAVAGE, który zostanie wydany jako edycja deluxe „F * ck Love”. Ostatecznie został wydany cztery dni później, 6 listopada. Tego samego dnia ukazał się teledysk do „Always Do” w reżyserii Steve’a Cannona. 26 listopada wypuścił teledysk do „Maybe”. 17 grudnia wydał teledysk do „Without You” w reżyserii Steve’a Cannona. 8 grudnia wystąpił w pośmiertnym utworze Juice WRLDa „Reminds Me of You”. Piosenka sampluje piosenkę Kim Petras „Reminds Me”. 29 grudnia wydał teledysk do "Tragic" z udziałem YoungBoy Never Broke Again i Internet Money w reżyserii Steve’a Cannona.
28 stycznia 2021 ujawnił nową piosenkę „Still Chose You”, wyprodukowaną przez producenta Mustarda, na Instagramie. 19 marca pojawił się na szóstym studyjnym albumie kanadyjskiego piosenkarza Justina Biebera Justice, w piosence „Unstable”. 30 kwietnia wydał remiks „Without You” z amerykańską piosenkarką Miley Cyrus. Piosenka, która stała się niezwykle popularna na TikToku, dotarła do ósmego miejsca listy Billboard Hot 100, stając się pierwszym singlem Laroia w pierwszej dziesiątce tej listy jako główny artysta.
W czerwcu 2021 opuścił Grade A Productions i podpisał kontrakt z firmą Scooter Braun, która reprezentuje również artystów, takich jak Justin Bieber i Ariana Grande. W tym samym miesiącu ogłosił, że trzecia i ostatnia część trylogii F*ck Love zostanie wydana w lipcu. 9 lipca wydał piosenkę „Stay” z Justinem Bieberem, zajęła ona pierwsze miejsce na Hot 100, stając się najwyżej notowanym singlem Laroia w Stanach Zjednoczonych. Druga edycja deluxe mixtape’u F*ck Love – F*ck Love 3: Over You – została wydana 23 lipca. Deluxe zawierało gościnny występ Polo G, Stunna Gambino, G Herbo i Lil Durk. Drugiemu deluxe towarzyszyła także rozszerzona wersja zatytułowana F*ck Love 3+: Over You, która została wydana 27 lipca z dodatkowymi 6 piosenkami. W rezultacie projekt F * ck Love osiągnął pierwsze miejsce na liście Billboard 200 ponad rok po swoim pierwszym wydaniu. Howard wykonał „Stay” z Justinem Bieberem na rozdaniu nagród VMA 2021 i został nominowany do nagrody Best New Artist i Push Performance of the Year za singel „Without You”.

## Życie prywatne
Obecnie Laroi mieszka w Los Angeles w Kalifornii ze swoją matką i młodszym bratem Austinem.

## Dyskografia

### Albumy studyjne
| Rok  | Album | Sprzedaż                                     | Certyfikat                                               |
| ---- | --- | -------------------------------------------- | -------------------------------------------------------- |
| 2023 | The First Time - Data: 10 listopada 2023 - Wydawca: Columbia Records - Format: digital download, streaming | - CAN: 40 000+ - NZL: 7 500+ - USA: 500 000+ | - CAN: złota płyta - NZL: złota płyta - USA: złota płyta |

### Mixtape’y
| Tytuł     | Informacje                                                                                   | Pozycje na listach | Pozycje na listach | Pozycje na listach | Pozycje na listach | Pozycje na listach | Pozycje na listach | Pozycje na listach | Certyfikaty                               |
| Tytuł     | Informacje                                                                                   | AUS                | BEL(FL)            | KAN                | IRL                | NZ                 | UK                 | USA                | Certyfikaty                               |
| --------- | -------------------------------------------------------------------------------------------- | ------------------ | ------------------ | ------------------ | ------------------ | ------------------ | ------------------ | ------------------ | ----------------------------------------- |
| F*ck Love | - Wydany: 24 lipca 2020 - Wytwórnia: Grade A, Columbia - Format: Digital download, streaming | 1                  | 11                 | 3                  | 5                  | 2                  | 10                 | 3                  | - BPI: Srebro - RIAA: Złoto - RMNZ: Złoto |

### EP
| Tytuł           | EP |
| --------------- | --- |
| 14 with a Dream | - Wydana: 16 sierpnia 2018 (Tylko na SoundCloud i YouTube) - Wytwórnia: wydanie niezależne - Format: Digital download, streaming |

## Nagrody i nominacje

### ARIA Music Awards
| Rok  | Dzieło    | Nagroda              | Wynik     |
| ---- | --------- | -------------------- | --------- |
| 2020 | F*ck Love | Best Male Artist     | Nominacja |
| 2020 | F*ck Love | Breakthrough Artist  | Nominacja |
| 2020 | F*ck Love | Best Hip Hop Release | Nominacja |

### J Awards
| Rok  | Dzieło    | Nagroda                      | Wynik     |
| ---- | --------- | ---------------------------- | --------- |
| 2020 | F*ck Love | Australian Album of the Year | Nominacja |

### MTV Europe Music Awards
| Rok  | Dzieło | Nagroda             | Wynik     |
| ---- | ------ | ------------------- | --------- |
| 2020 | On sam | Best Australian Act | Nominacja |